# إيل دو فرانس
إيل دو فرانس (بالفرنسية: Île-de-France)‏ هي منطقة في شمال وسط فرنسا، وعاصمتها مدينة باريس.
تعدّ المنطقة الأغنى أوروبيا، والرابعة على مستوى العالم. و لو أنها استقلت وأصبحت بلدا بحد ذاتها فان ترتيبها سيصبح الخامس عشر من حيث الميزانية.
كما أنها تحوي ثاني أكبر عدد من شركات فورتون العالمية ال500 .

## أهم المدن
| - باريس عاصمة الدولة الفرنسية - بولون-بيانكور - أرجنتوي - مونروي - سان دوني - كريتي - نانتير - فيرساي - كوربفوا - فيتري-سور-سين - كولمب - أولناي-سو-بوا - أسنيير-سور-سين - رويل-مالميزون - سان-مور-دي فوسي - شامبيني-سور-مارن - أوبرفيليي - درانسي | - لوفالوا-بيري - نوازي-لو-غران - سارسيل - كليشي - سيرجي - ايفري-سور-سين - بانتان - بوندي - ميزون-ألفور - ايفري - فونتي-سو-بوا - ابيني-سور-سين - سارتروفيل - فيلجويف - سيفران - شيل - كلامار - لو بلان-ميسنيل |

و تعدّ هذه المدن اليوم ضواحي لمدينة باريس.

## توأمة
لإيل دو فرانس اتفاقيات توأمة مع كل من:
- وارسو
- بيروت

## أعلام
- إنغبورغ من الدنمارك
- محمد ديا
- إيتيين بوزو
- بريجيت بيرد
- كاثرين مانسفيلد

## روابط
- [http://%20%5Bوصلة+مكسورة%5D ايل دو فرانس[وصلة مكسورة]